# Caj Karlsson
Caj Karlsson, född den 11 maj 1970, är en sångare och låtskrivare från Hasslö utanför Karlskrona. 
Caj Karlsson startade skivkarriären med bandet Sinn Fenn, inspirerade av irländsk folkmusik men med rötter i svensk vistradition. 
År 2004 solodebuterade Caj Karlsson tillsammans med Världens bästa band. Albumet Gud straffar somliga med en gång blev en försäljningsmässig framgång. 
Caj Karlssons texter behandlar ofta människor i samhällets utkanter, men tar också upp sångarens problematiska förhållande till sig själv, sin familj och sina vänner. I augusti 2006 visades tv-dokumentären "Caj och hans demoner" på SVT. Den skildrade bland annat sångarens svåra kamp mot sitt alkoholmissbruk. 
I november 2006 släpptes hans andra album När sanningar tränger sig på och hösten 2007 släpptes ett begränsat antal exemplar av det tredje albumet Rapport från dårhuset och såldes till fansen vid spelningar. Den släpptes officiellt den 9 januari 2008.
Duettalbumet Tillsammans med mig släpptes den 1 april 2009. Där sjunger han duett med bland andra Mikael Wiehe, Stefan Sundström, Anders F Rönnblom, Staffan Hellstrand, Lars Demian, Frida Öhrn och Lasse Tennander.
Under 2011 bildade Caj Karlsson och Johan Glössner duon Revolver Blå och släppte skivan "Sjunde vågen".
I början av juli 2015 släppte Caj Karlsson & Revolver Blå plattan "Kan inte minnas" där bland annat Thorsten Flinck gästade på en av låtarna.
Caj Karlsson är också medlem i musikerkooperativet Branschen.

## Diskografi

### Sinn Fenn
- 1996 – Usling
- 1999 – Häxa

### Solo
- 2004 – Gud straffar somliga med en gång
- 2006 – När sanningar tränger sig på
- 2007 – Rapport från dårhuset
- 2009 – Tillsammans med mig

### RevolverBlå
- 2011 – Sjunde vågen
- 2015 – Kan inte minnas